# Rio Koyukuk
O rio Koyukuk (Ooghekuhno'  em língua koyukon, Kuuyukaq ou Tagraġvik em língua inupiaque) é um afluente do rio Yukon, com aproximadamente 684 km de extensão, localizado no estado do Alasca, Estados Unidos. É o último grande afluente a desaguar no Yukon antes de este alcançar o mar de Bering.
O rio tem origem na confluência dos ramos norte e central, e segue predominantemente para sudoeste até encontrar o Yukon na localidade de Koyukuk. Suas nascentes estão localizadas acima do Círculo Polar Ártico, na Cordilheira Endicott, parte da Brooks Range. A bacia do rio drena uma extensa área ao norte do Yukon, incluindo partes do Parque Nacional e Reserva Gates of the Arctic, da Reserva Nacional de Vida Selvagem Kanuti e da Reserva Nacional de Vida Selvagem Koyukuk.
Ao longo de seu curso principal situam-se as comunidades de Evansville, Bettles, Alatna, Allakaket, Hughes e Huslia, antes de o rio atingir Koyukuk. Entre seus afluentes mais importantes estão os braços sul, central e norte do próprio Koyukuk, além dos rios Alatna e John. Outros afluentes relevantes situados a jusante incluem os rios Kanuti, Batzu, Hogatza, Huslia, Dulbi, Kateel e Gisasa. Dentre esses, os rios Alatna, John e North Fork são classificados como Sistema Nacional de Rios Selvagens e Cênicos dos Estados Unidos, assim como o rio Tinayguk, afluente do North Fork.

## Etimologia
O nome Koyukuk deriva da expressão na língua iúpique central kuik-yuk, que significa "um rio". O termo foi atribuído ao rio pelo explorador russo Petr Vasilii Malakhov, que desconhecia o nome original na língua Koyukon, Ooghekuhno. A forma kuik corresponde à palavra "rio", enquanto -yuk funciona como um sufixo que indica semelhança ("coisa/como").
Antes da padronização do topônimo atual pelo Conselho de Nomes Geográficos dos Estados Unidos, a Western Union Telegraph Expedition utilizava a grafia Coyukuk. O linguista William Bright também registra a origem do nome em seu estudo sobre topônimos nativos nos Estados Unidos.

## História
O explorador russo Petr Vasilii Malakhov alcançou o rio Koyukuk em sua confluência com o rio Yukon em 1838. Após a Guerra Civil Americana, os Estados Unidos adquiriram o território do Alasca, mas foi apenas em 1885 que representantes do Exército dos Estados Unidos, o tenente Henry Tureman Allen e o soldado Fred Fickett, subiram e exploraram o rio.
Em 1893, a descoberta de ouro por Johnnie Folger na região de The Tramway Bar, no braço central do rio, desencadeou uma corrida do ouro em 1898. Em consequência, diversos postos comerciais e acampamentos de mineração, como Bettles, foram rapidamente estabelecidos no curso superior do rio.
Em 1929, o ambientalista Robert "Bob" Marshall explorou o braço norte do rio Koyukuk e identificou a região que ele denominou como Gates of the Arctic.
Em 1980, o Congresso dos Estados Unidos designou um trecho de aproximadamente 164 km do braço norte do Koyukuk, na Brooks Range, como parte do Sistema Nacional de Rios Selvagens e Cênicos dos Estados Unidos, sob o título de Koyukuk Wild and Scenic River, conferindo-lhe proteção ambiental.
Em 1994, o rio transbordou e causou uma enchente que devastou três vilarejos, forçando a realocação total de suas populações.

## Flora e fauna

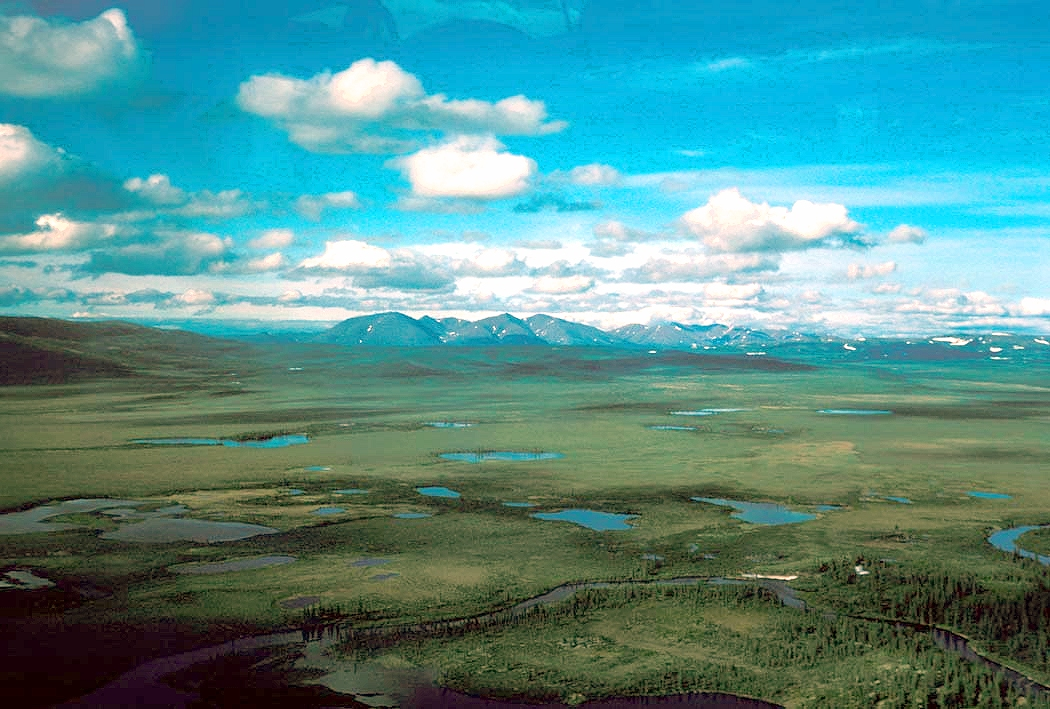
Zane Hills e Rio Koyukuk.

A vegetação ao longo do rio Koyukuk é esparsa nos trechos superiores, composta principalmente por plantas de tundra, como salgueiros-anões, arbustos diversos, gramíneas do gênero Carex, e liquens. Em altitudes mais baixas, mais a jusante, predominam espécies típicas da taiga e da floresta boreal, com exceção das Planícies de Koyukuk próximas à foz, onde o solo mal drenado, ou muskeg, favorece o crescimento de ciperáceas e outras plantas herbáceas. Em áreas mais bem drenadas, são comuns árvores como amieiros-das-montanhas, álamos trêmulos, pinheiros-brancos e pinheiros-negros.
Espécies de peixes encontradas no trecho inferior do rio incluem a lampreia-do-ártico e o salmão-vermelho. Este, assim como outras espécies de salmão — incluindo o salmão-rei e o salmão-cão — também é comum nas partes superiores do rio e em seus afluentes.
Renas (caribus) migram pelas porções superiores da bacia do rio Koyukuk. Outros vertebrados significativos da região incluem águias-carecas, ursos-pardos e ursos-negros, visons, castores, martas e lontras. Ocasionalmente, baleias-beluga são avistadas no trecho inferior do rio.
Populações de alces, especialmente em áreas ribeirinhas a jusante de Hughes, atraem caçadores locais e de outras regiões, além de predadores como ursos e lobos. Um consórcio de caçadores e autoridades estaduais de vida selvagem trabalha para manter os rebanhos em níveis sustentáveis.
Até 2005, não havia estudos publicados sobre os invertebrados do rio Koyukuk ou de seus principais afluentes. Informações gerais derivadas de estudos ambientais ligados à construção de dutos na bacia sugerem a presença de diversas espécies de moscas, quironomídeos, mosca-preta, efemerópteros, plecópteros e tricópteros.